# Zwerge auf den Schultern von Riesen

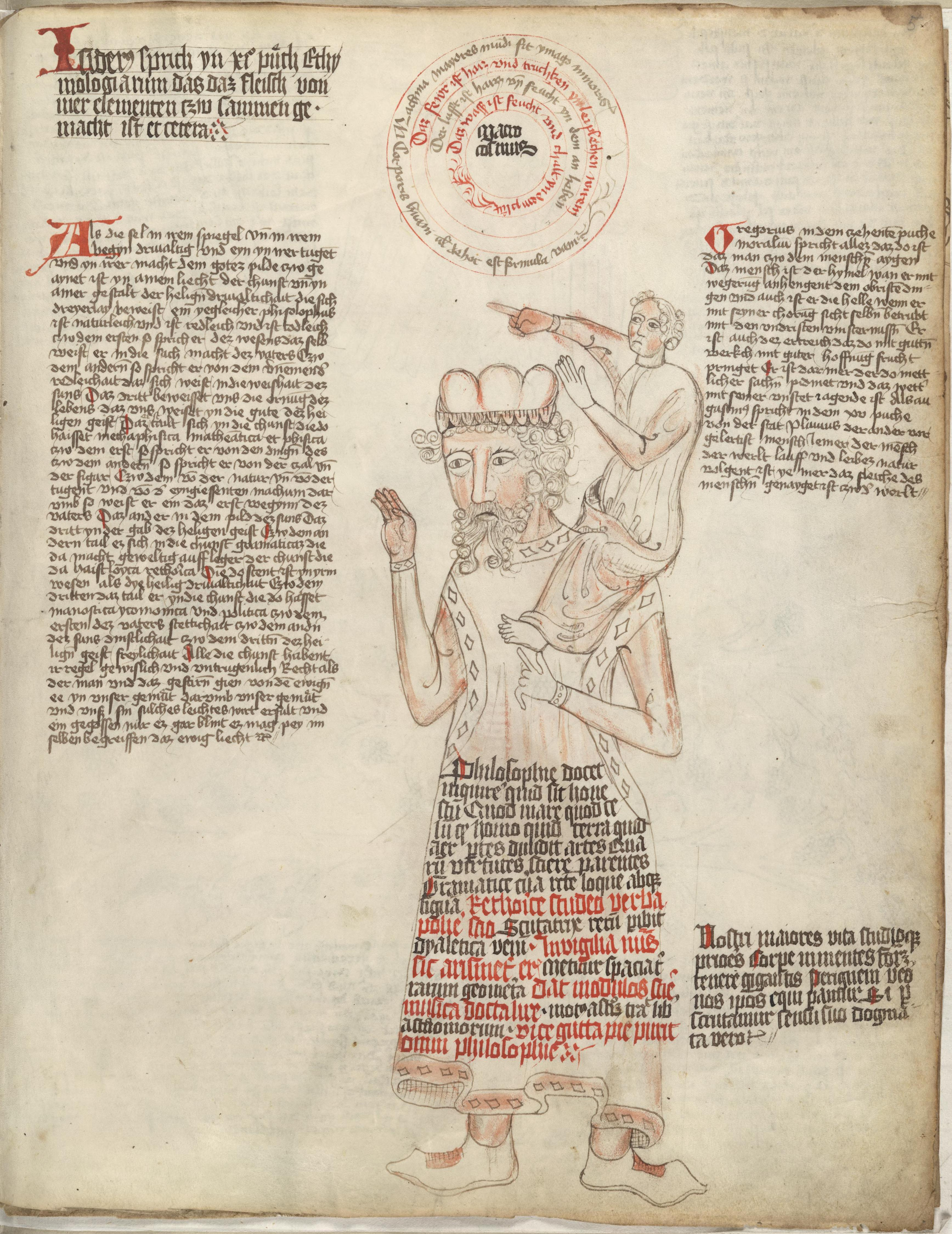
Darstellung
(Süddeutschland, ca. 1410)

Die Redewendung von den Zwergen auf den Schultern von Riesen (oder Giganten; lateinische Phrase Nanos gigantum humeris insidentes, „Zwerge auf den Schultern von Riesen sitzend“) ist eine Metapher, das Verhältnis der jeweils aktuellen Wissenschaft und Kultur zu Tradition und den Leistungen früherer Generationen darzustellen. Aus der Sicht traditionsbewusster Gelehrter erscheinen deren Vorgänger in vergangenen Epochen als Riesen und sie selbst als Zwerge, die von den Pionierleistungen der Vergangenheit profitieren: Indem sie dem vorgefundenen Wissensschatz ihren eigenen bescheidenen Beitrag hinzufügen, kommt Fortschritt zustande. 

## Herkunft
Bezeugt ist die Metapher erstmals bei Bernhard von Chartres um 1120. Johannes von Salisbury zitiert Bernhard in seinem um 1159 beendeten Werk Metalogicon:

“Dicebat Bernardus Carnotensis nos esse quasi nanos gigantum umeris insidentes, ut possimus plura eis et remotiora videre, non utique proprii visus acumine, aut eminentia corporis, sed quia in altum subvehimur et extollimur magnitudine gigantea”

„Bernhard von Chartres sagte, wir seien gleichsam Zwerge, die auf den Schultern von Riesen sitzen, um mehr und Entfernteres als diese sehen zu können – freilich nicht dank eigener scharfer Sehkraft oder Körpergröße, sondern weil die Größe der Riesen uns emporhebt.“

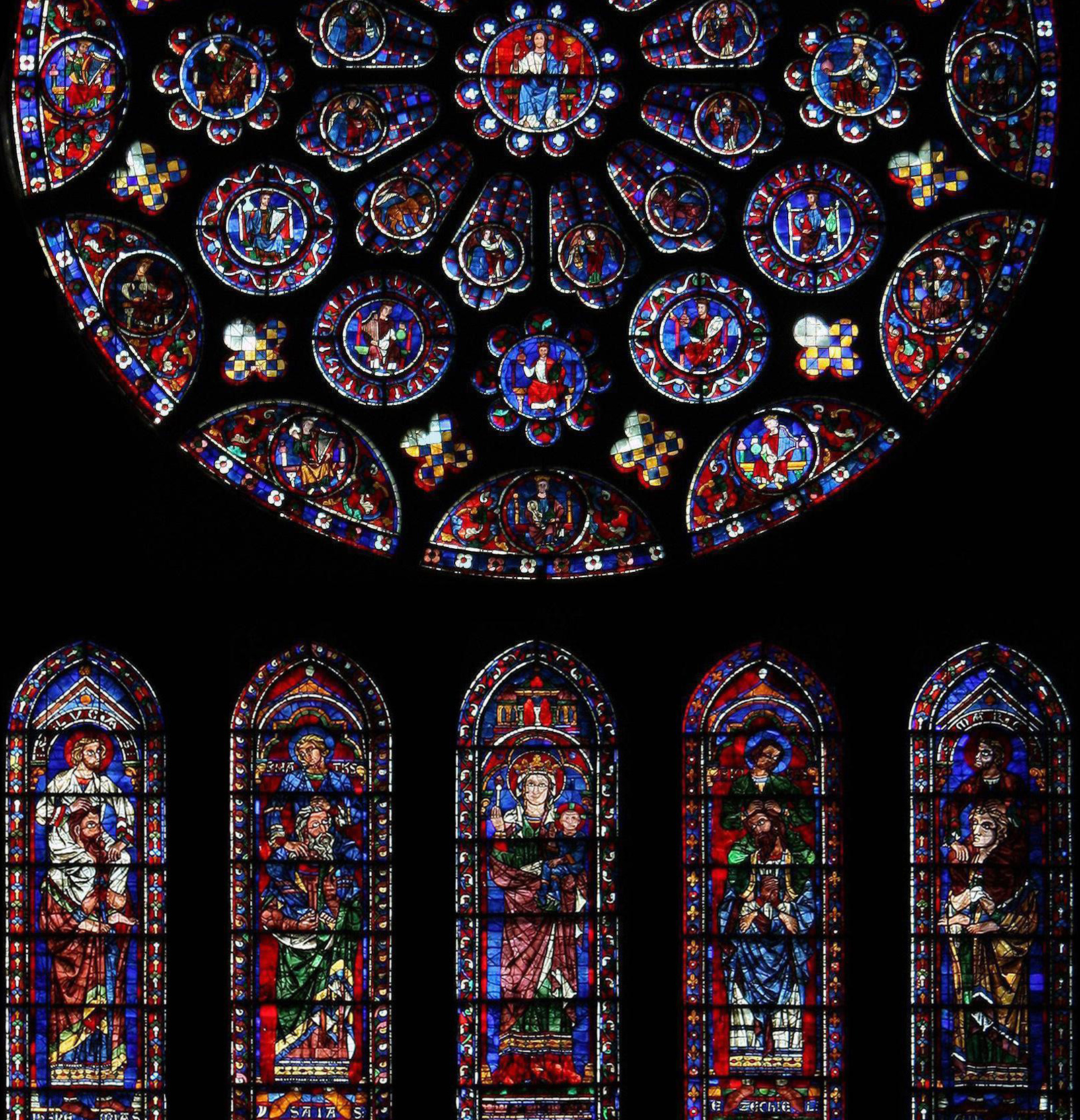
Darstellung der Evangelisten auf den Schultern von vier alttestamentlichen Propheten in der Südrose der Kathedrale von Chartres, 1. Hälfte, 13. Jahrhundert

Auch Wilhelm von Conches, ein Schüler Bernhards, überliefert und erläutert die Metapher in seinen vor 1123 entstandenen Glossen zu den Institutiones grammaticae des antiken Grammatikers Priscian, allerdings ohne Bernhard als Urheber zu nennen. Den Anstoß zu dem Gedanken hatte eine Bemerkung Priscians geboten, der schrieb, die Autoren auf dem Gebiet der Grammatik seien „je jünger (später), desto scharfsinniger“ (Cuius auctores quanto sunt iuniores, tanto perspicaciores). Das Bild von den Riesen und den Zwergen scheint auf eine Stelle in den Metamorphosen des antiken Dichters Ovid zurückzugehen, wo dem Philosophen Pythagoras die Behauptung in den Mund gelegt wird, er betrachte die vernunftlose Menschheit von den Schultern des mythischen Riesen Atlas aus.
Mit den Riesen meinte Bernhard die Gelehrten der Antike. Er wollte damit einerseits seine tiefe Bewunderung für die Leistungen dieser Vorbilder ausdrücken, andererseits aber auch auf bescheidene Art seine Überzeugung zur Geltung bringen, dass es tatsächlich einen historischen Erkenntnisfortschritt gibt, durch den die Gegenwart der Vergangenheit überlegen ist (was damals nicht selbstverständlich war).
Visuell umgesetzt erscheint das Gleichnis erstmals in der Südrose der Kathedrale von Chartres, indem vier alttestamentliche Propheten (Jesaja, Jeremia, Ezechiel und Daniel) als Riesen erscheinen, auf deren Schultern die in deutlich kleinerem Maßstab wiedergegebenen vier Evangelisten (Matthäus, Markus, Lukas und Johannes) sitzen.

## Wirkungsgeschichte
Ab dem 13. Jahrhundert verbreitete sich das Gleichnis bei jüdischen Exegeten, nachdem es Jesaja von Trani als erster aus einer christlichen Quelle übernommen hatte.
Didacus Stella griff das Zitat im 16. Jahrhundert in einem Werk über den Evangelisten Lukas auf: Pigmaei gigantum humeris impositi plusquam ipsi gigantes vident (Auf die Schultern von Riesen gestellte Pygmäen sehen mehr als die Riesen selbst).
Im 17. Jahrhundert zitierte Robert Burton Didacus Stella:

“Though there were many giants of old in physics and philosophy, yet I say with Didacus Stella, 'A dwarf standing on the shoulders of a giant may see farther than a giant himself’; I may likely add, alter, and see farther than my predecessors […].”

„Obwohl es früher viele Giganten der Physik und Philosophie gab, halte ich es doch mit Didacus Stella: „Ein Zwerg, der auf den Schultern eines Giganten steht, wird weiter sehen können als der Gigant selbst“; ich könnte wahrscheinlich etwas hinzufügen, ändern und weiter sehen als meine Vorgänger […].“

Auch der Dichter George Herbert zitierte 1640 den Spruch in seinem Werk Jacula prudentum.
Isaac Newton verwendete die Metapher ebenfalls:

“If I have seen further it is by standing on ye shoulders of giants.”

„Wenn ich weiter geblickt habe, so deshalb, weil ich auf den Schultern von Riesen stehe.“

1772 griff Johann Gottfried von Herder in seiner Abhandlung über den Ursprung der Sprache auf die Metapher zurück:

„Ist der Zwerg auf den Schultern des Riesen nicht immer größer, als der Riese selbst?“

Der Soziologe Robert K. Merton griff das Gleichnis in seinem Buch On the Shoulders of Giants 1965 auf. In dem populären Klassiker der Wissenssoziologie verfolgt er das Zitat zu seinem Ursprung zurück. In seinem Essay geht es ironischerweise u. a. um die soziale Konstruktion von „Wissen“.
Umberto Eco lässt im Roman Der Name der Rose seinen Haupthelden William von Baskerville das Riesen-Gleichnis vortragen (erstes Gespräch mit Bruder Nicolas). Am Ende des Romans wandelt William jedoch resignierend ein Zitat von Ludwig Wittgenstein ab, das die Riesen nur als zeitweilig wertvoll erscheinen lässt:

„[Der wissenschaftliche Geist] muoz gelîchesame die leiter abewerfen, sô er an ir ufgestigen.“

Horst Poller schreibt in seiner Vorbemerkung zu seiner Philosophiegeschichte unter anderem:

„Hegel und Marx sahen den Ablauf der Geschichte als eine zwangsläufige Entwicklung an. Man könnte versucht sein, den Gedanken der Evolution auch auf die Geschichte der Philosophie anzuwenden, doch ginge das sicher zu weit. Wohl aber sieht man, wie einer auf des anderen Schultern steht. Die späteren Philosophen haben von den Vorfahren gewusst und gelernt, haben ausgewählt, wer ihren eigenen Vorstellungen entsprach und andere verworfen, oder haben Neues erdacht. Dabei zeigt sich, daß [sic] das Denken in gewissen Bahnen verlief, die zum Teil schon von der Antike her vorgezeichnet waren.“

Ernst Axel Knauf spielt auf das Gleichnis an, wenn er im Blick auf den Umgang mit bestimmten Problemen zu unterschiedlichen Zeiten in der Erforschung des Alten Testaments meint:

„Für uns heute kann das biblische Denken, das mit Widersprüchen leben, sie aushalten und ertragen kann, ein hilfreiches und notwendiges Korrektiv zu nach Eindeutigkeit strebenden dogmatischem Denken sein... Vielleicht sind wir etwas besser gerüstet, als die Riesen des 19.Jhs, auf deren Schultern wir stehen, es waren, kulturelle Komplexität, logische und theologische Aporien auszuhalten, ohne sie gleich literar- oder redaktionsgeschichtlich zu beseitigen.“

Eric Steven Raymond überträgt das Gleichnis auf die Hackerkultur:

„Offensichtliche Parallelen zur Geschenkkultur der Hacker […] gibt es in der akademischen Welt sehr viele. […] die wissenschaftliche Forschung [beruht] wie die Hackerkultur auf der Idee […], dass die Teilnehmer 'auf den Schultern von Riesen stehen', also nicht immer wieder von vorne anfangen müssen, um die grundlegenden Prinzipien selbst zu erarbeiten“

Steven Pinker erklärt den materiellen und Wissens-Fortschritt mit diesem Prinzip:

„Der Wirtschaftswissenschaftler Thomas Sowell in seiner Culture-Trilogie und der Physiologe Jared Diamond in seinem Buch Arm und Reich, sind zu dem Schluss gelangt, dass der Schlüssel zum materiellen Erfolg in einem großen Einzugsbereich der Innovationen liegt. Niemand ist so schlau, dass er allein irgendetwas erfinden könnte, das alle anderen benutzen wollen. Erfolgreiche Neuerer stehen nicht nur auf den Schultern von Riesen, sondern sie begehen auch in ungeheurem Umfang geistigen Diebstahl, schöpfen Ideen aus einem riesigen Einzugsgebiet ab, in dem Nebenflüsse sich ihren Weg bahnen.“

Bei dem mennonitischen Theologen Kurt Kerber klingt das Gleichnis an, wenn er im Blick auf das Verhältnis der Generationen zueinander schreibt:

„[Z]u keiner Zeit waren die Potenziale und Perspektiven älterer Menschen größer als heute. In ihnen bündeln sich Wissen und Erfahrungen, auf die wir nicht verzichten können.
Die Jüngeren unserer Gesellschaft stehen auf den Schultern der Älteren… In der Art ihres Umgangs mit den nachfolgenen Generationen prägen die Älteren eine Kultur, die eine wichtige Grundlage dafür bildet, gemeinsam zu glauben, zu hoffen und zu lieben.“

Peter Zimmerling erläutert die Beziehungen der verschiedenen Texte in den Losungen aus Altem Testament, Neuem Testament und sog. Dritttexten aus Gesangbuchliedern oder anderen, neueren Texten zueinander. Hierbei nimmt er auch auf das Gleichnis Bezug:

„Die Auslegungsgeschichte stellt eine unschätzbare und unverzichtbare Hilfe zum Verständnis der Bibel heute dar. Wir erhalten den Geist Gottes nämlich nicht unmittelbar, sondern nur im Gespräch mit den Vätern und Müttern des Glaubens, d. h. in Anknüpfung und Weiterführung ihrer geistlichen Erkenntnisse. Wie Zwerge stehen wir auf den Schultern von Riesen, was, wenn es gut geht, den Zwergen ermöglicht, ein Stück weiter zu schauen als die Riesen.“

Mit einem deutlichen Anklang an das Gleichnis resümiert Markus Friedrich:

„Denn Sven Kriese hat hier einen zweifellos grundlegenden, detailreichen und stets überlegt argumentierenden Tagungsband herausgebracht, auf dessen Schultern stehend allein weitere Fragen überhaupt erst gestellt werden können.“

Hal Abelson, Professor am Massachusetts Institute of Technology (MIT), wird eine Umkehrung des Gleichnisses zugeschrieben. Sie drückt auf amüsante Weise aus, dass Wissen und Wissenschaft auch immer wieder hinterfragt werden müssen, um wissenschaftliches Neuland betreten zu können und Dogmen zu vermeiden:

“If I have not seen as far as others, it is because there were giants standing on my shoulders”

„Wenn ich nicht so weit sehen konnte wie andere, so deshalb, weil Giganten auf meinen Schultern standen.“

Die britische Rockband Oasis benannte im Jahr 2000 ein Album Standing on the Shoulder of Giants. Dieser Ausspruch ist ebenfalls in den Rand der englischen 2-Pfund-Münze eingraviert.
Google Scholar, eine spezielle Suchmaschine für wissenschaftliche Publikationen, zitiert den Spruch „Auf den Schultern von Riesen“ auf ihrer Startseite.
Die unterschiedlichen Verwendungen des Gleichnisses hängen meist mit unterschiedlichen Bewertungen des Verhältnisses zwischen Wissenstraditionen zusammen. Die Aussage kann daran erinnern, dass wissenschaftliche Forschung nie geschichtslos entsteht, sondern immer vor dem Hintergrund frei verfügbaren Wissens. Dies wird auch als „Wissenskommunismus der Wissenschaften“ bezeichnet. In diesem Prozess wird festgehalten und dokumentiert, welche Ideen von welchen „Giganten“ stammen und welche neu sind (Ideengeschichte). Damit wird die Entstehung von neuem Wissen transparent, nachvollziehbar und kritisierbar.